# Khangchenne
Khangchenne Sönam Gyalpo (Khangchen, 17e eeuw - Lhasa, 5 augustus 1727) was de eerste belangrijke vertegenwoordiger van het Tibetaanse adelhuis Gashi (dga' bzhi), meer bekend onder de naam Doring (rdo ring). Hij leidde de Tibetaanse ministerraad (kashag) die in de jaren 1721 tot 1727 het Chinese protectoraat Tibet regeerde. Zijn moord door collega-ministers mondde uit in een bloedige burgeroorlog (1727-28), waaruit Pholhanas als winnaar en latere heerser en regent van Tibet naar voren kwam.

## Opkomst
Khangchenne kwam uit geen van de oude adelshuizen van Tibet. Zijn opkomst had hij te danken aan Lhabzang Khan, in wiens dienst hij rond 1715 tot gouverneur van West-Tibet (Ngari) werd benoemd. Mogelijk dankte hij deze benoeming aan het huwelijk met een van de dochters van Lhabzang Khan.
Tijdens de verrassende inval van de Dzjoengaren in Tibet kon hij weliswaar als eerste Lhabzang Khan waarschuwen, maar had vanuit het verre West-Tibet geen mogelijkheid in de verdedigingslag mee te strijden.
Na de verovering van Tibet door de Dzjoengaren en de vestiging van een regering onder Tagtsepa bleef hij in Ngari en begon hij de verbindingslijnen van de in Tibet gestationeerde Dzjoengaren met Dzjoengarije te verstoren. In 1719 viel hij met succes een troep Dzjoengaarse rijders aan die oudgediende officiers van Lhabzang Kahn naar Dzjoengarije moesten vervoeren. Vervolgens organiseerde hij met Pholhanas het Tibetaanse militaire verzet tegen de Dzjoengaren.
Als dank voor zijn verdienste werd hem in 1721 door de Chinese keizer Kangxi de leiding van de Tibetaanse ministerraad toevertrouwd. Hij behield daarbij het bestuur over Ngari als eigen machtsbasis.

## Leiding van de ministerraad

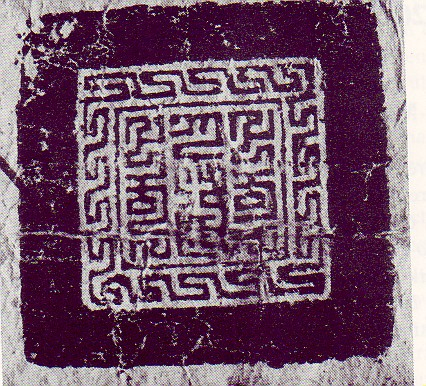
Een van de twee ambtszegels van Khangchenne

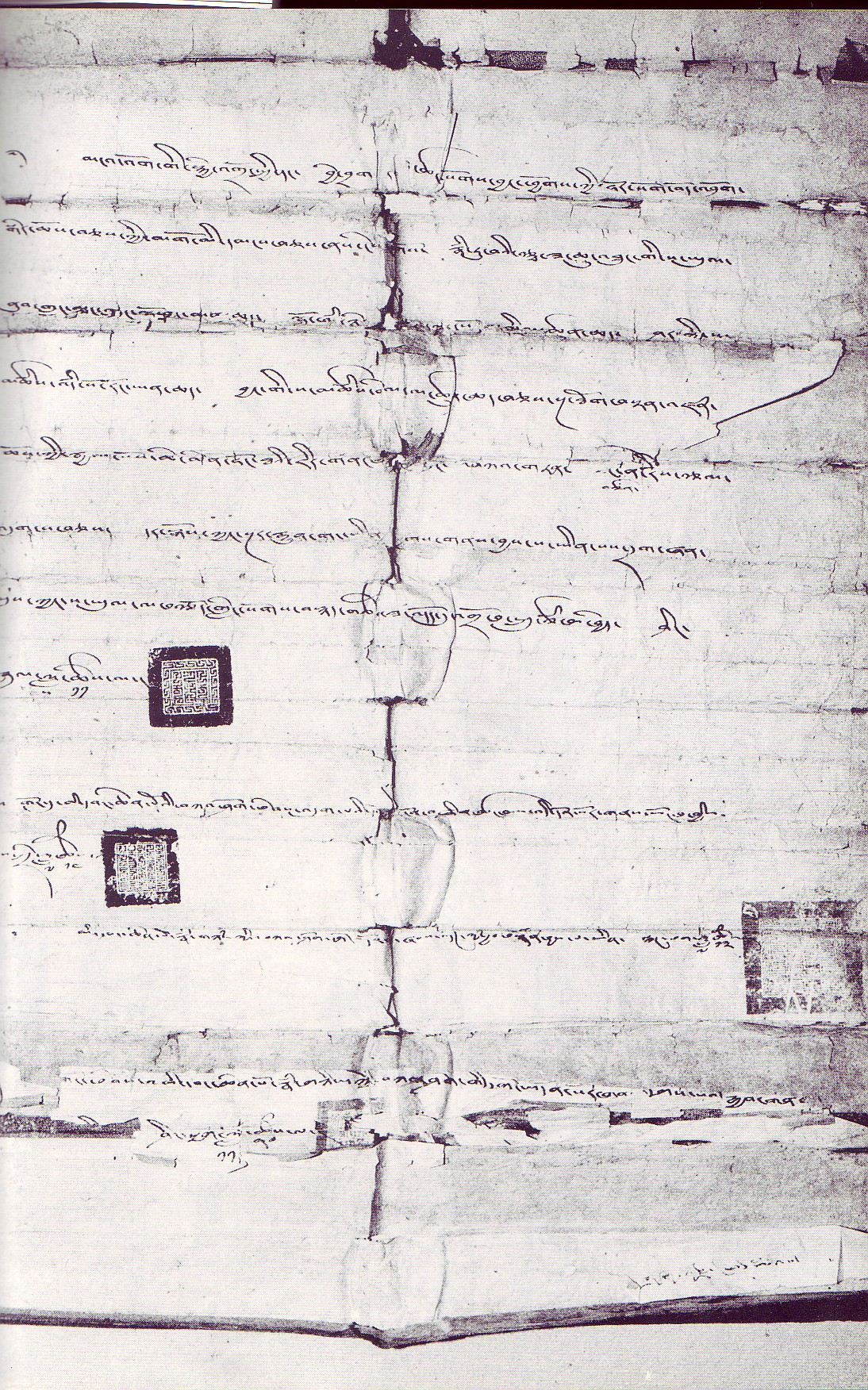
Heerseroorkonde van Khangchenne uit 1725

De nieuwe Tibetaanse regering had vanaf het begin af aan met talrijke moeilijkheden te kampen. Naast een enorm hoge inflatie bestond het probleem uit de verzorging van het uit 3000 troepen bestaande Chinese garnizoen die een sterke belastingdruk voor de Tibetaanse bevolking tot gevolg had. Dit probleem loste zich op in 1723 met de terugtocht van de Chinese troepen.
De regeringszaken werden verder verstoord doordat Khangchenne in Lhasa voortdurend afwezig was. Hij hield zich liever in het verre Ngari op. In 1723 mengde hij zich zelfs met succes in Nepal in een conflict tussen de koninkrijken Mustang en Jumla, toen hij 100 van zijn Mongoolse ruiters naar het zuiden van Mustang stuurde om daar samen met troepen uit Mustang en Ladakh de vesting van Kagbeni te belegeren. In 1725 bepaalde de Chinese keizer daarom dat Khangchenne permanente in Lhasa aanwezig diende te zijn. De leiding over Nagri werd aan zijn oudere broer Gashiba Tseten Trashi (gda' bzhi pa tshe brtan bkra shis) overgedragen.
In 1726 droeg de Chinese keizer Yongzheng Khangchenne op, de nyingmaorde in het Tibetaans boeddhisme te vervolgen. Hoewel alle andere leden van de ministerraad inclusief Pholhanas zich tegen dit edict uitspraken, probeerde Khangchenne de verordening door te zetten. Dit zorgde ervoor dat Khangchenne ook bij de Tibetaanse bevolking steeds minder populair werd.

## Vijandigheid tussen de ministers
De Tibetaanse ministerraad was vanaf het begin verdeeld in twee vijandelijke kampen. Aan de ene zijde stonden Khangchenne en Pholhanas, beide vertegenwoordigers van de nieuwe adellaag en aanhangers van de Chinese keizer. Beiden waren regionaal uit de westelijke delen van Tibet, Ngari en Tsang afkomstig.
Aan de andere zijde stonden de twee ministers Ngaphöpa Dorje Gyalpo (nga phod pa rdo rje rgyal po) en Lumpane Trashi Gyalpo (lum pa nes bkra shis rgyal po), die vertegenwoordigers van oude Tibetaanse adellijke families waren. Zij werden gesteund door Sönam Dargye, de vader van de zevende dalai lama, en waren vertegenwoordigers van de adellijke lagen in Zuid- en Centraal-Tibet.

## De moord op Khangchenne en de gevolgen
De open vijandigheid tussen deze beide groepen verhinderde vanaf het begin een soepele uitvoering van de regeringstaken. Uiteindelijk besloten de vertegenwoordigers van de oude adelslaag, Khangchenne en Pholhanas uit de weg te ruimen.
De moord werd blijkbaar lang van tevoren gepland. Pholhanas, die zich vanwege een zware ziekte van zijn vrouw niet in Lhasa bevond maar zich ophield in zijn bestuursplaats Pholha, kreeg een brief van de leraar van de zevende dalai lama, waarin hij gewaarschuwd werd in juli/augustus 1927 niet in Lhasa aanwezig te zijn. Bovendien moest hij ervoor zorgen, dat zijn oudste zoon in deze tijd weg zou blijven uit Lhasa. Onmiddellijk daarna liet Pholhanas via vrienden waarschuwingen uitgaan naar Khangchenne, die hierop geen acht sloeg.
Op 5 augustus 1727 vond een routinematige vergadering van de ministerraad plaats, waar Khangchenne goedgehumeurd aan deelnam. Onverwachts werd hij door een deelnemer van achteren vastgeklemd, waarop alle aanwezige ministers hun messen trokken en op Khangchenne instaken. De beide belangrijkste assistenten van Khangchenne werden eveneens vermoord en de overige aanwezige aanhangers geboeid en afgevoerd. De volgende dag lieten de moordenaars de vrouw van Khangchenne en haar zuster arresteren, die ze vervolgens eveneens vermoordden.
Een door de moordenaars gezonden troep naar Pholha, met de opdracht Pholhanas om te brengen, keerde onverrichter zake terug. Het gevolg was een eenjarige burgeroorlog, waar Pholhanas als winnaar uit naar voren kwam.
Het adellijk huis Gashi doorstond de aanslag op hun hoofdvertegenwoordigers. Hun onderdanen dienden de verschillende wisselende Tibetaanse regeringen tot in de jaren '50 van de 20e eeuw.